# Lutfisk
Lutfisk är en maträtt som består av torrfisk som först blötläggs i lut, sedan i vatten, innan den slutligen kokas. Matberedningen härstammar antagligen från Nederländerna och norra Tyskland och är känd sedan senmedeltiden. Idag lever traditionen endast kvar i Norge (norska: lutefisk), Sverige och Finland (finska: lipeäkala) och tillhör i de här länderna jultraditionerna.

## Beredning
Proceduren från det att man lägger fisken i lut till dess att man har fisken på matbordet tar över två veckor. Den torkade fisken läggs först i blöt i fem-sex dygn, i kallt vatten som byts en gång om dagen. Den vattenmättade fisken läggs därefter några dygn i nytt vatten tillsammans med lut. Luten som används är en vattenlösning av natriumkarbonat (soda) och kalciumhydroxid (släckt kalk). Därefter avlutas fisken i fem-sex dygn i nytt kallt vatten, som åter byts en gång om dagen. Efter detta kokas fisken försiktigt innan den serveras. Om den inte har avlutats tillräckligt får lutfisk en egenartad, genomskinlig lyster och en dallrande konsistens. Den främsta orsaken till att många inte gillar lutfisk torde vara att de har serverats dåligt avlutad fisk, som alltså har en geléaktig konsistens. Dåligt avlutad fisk krymper åtskilligt vid kokningen, och är den riktigt dåligt avlutad försvinner den helt: det finns bara spad kvar.
Lutfisk är basisk och hjälper därför att neutralisera det överskott av saltsyra som fet mat kan orsaka. Den har, innan den blivit avlutad, ett så högt pH-värde, någonstans mellan 11 och 12, att lutfisk troligen är världens mest basiska livsmedel. När den väl konsumeras har dock pH-värdet genom avlutningen sjunkit avsevärt.
I Sverige används fisken långa eller sej, men tidigare gjorde man lutfisk även på torsk, gädda, gös, braxen, lake och sik. I Norge används skrei (torsk från Lofoten). I Finland görs lutfisk ofta av gädda, lake och sik, eller importerad torrfisk från Norge.

## Historik

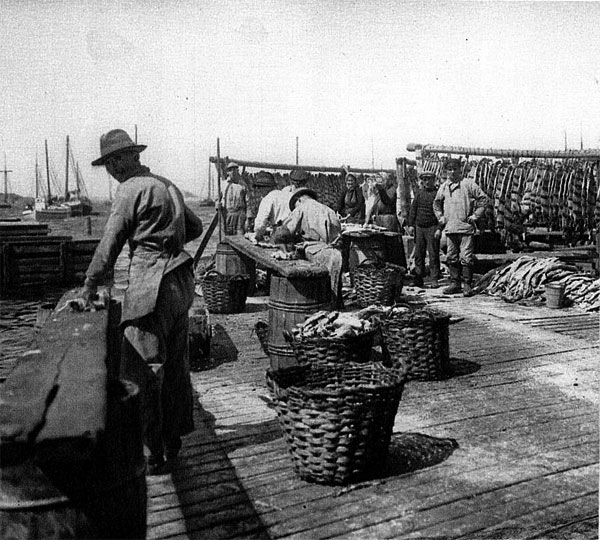
Beredning av lutfisk på 1920-talet.

Den äldsta notering som finns om svensk lutfisktradition är från Linköping och biskop Hans Brask, 1464–1538, som enligt historien åt lutfisk med mandel, russin och ärtor under fastan. Lutfisk är den enda rätt som varit festmat i Sverige i över 500 år. Förr åt man lutfisk till helger och fester året om. Olaus Magnus menade att den kunde serveras även till kungar. Gustav III:s hov åt den blötlagda fisken under hela våren och på bondbröllop i Skåne serverades fisken varje dag under de veckolånga bröllopsfesterna. 
Svensk lutfisk är långa som landas av norska fiskare. Den fiskas i vattnen utanför Irland, söder om Island och norr och väster om Skottland mitt ute i norra Atlanten. Fiskarna är ute under 4–6 veckor på våren och sommaren. Det sista svenska fartyg som landade långa var LL 158 Sandö av Grundsund, med skeppare Klas Berntsson, som under en sexveckorsperiod i närheten av Shetlandsöarna utanför Skottland fiskade cirka 10 ton långa våren 1992.[källa behövs] Förutom långa används gråsej som lutfisk.

## Traditioner

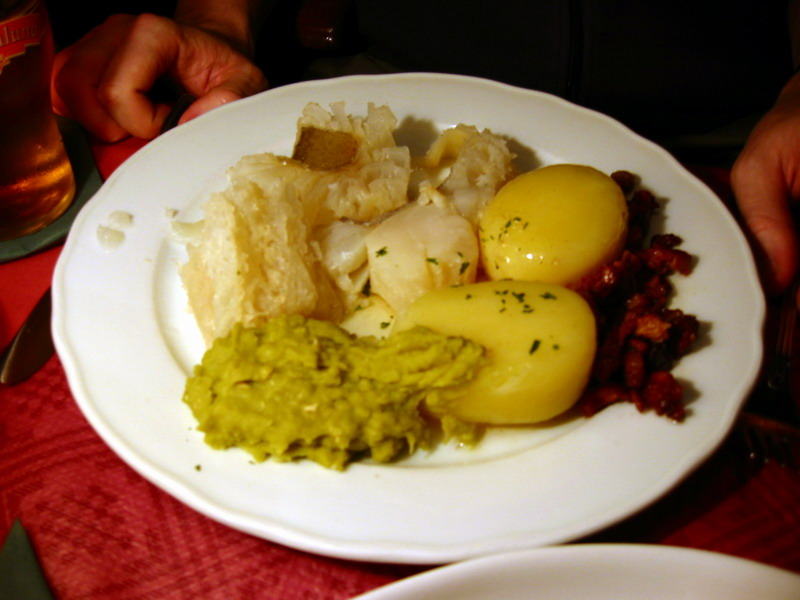
Lutfisk på norsk restaurang, med bacon, potatis och ärtstuvning.

### Finland
I Finland hör lutfisk till de traditionella julrätterna. Lutfisk blev en del av julaftonens meny bland borgerskapet under 1800-talet och spred sig senare till den folkliga jultradition via kalaskockar.
I Finland serveras lutfisk ofta tillsammans med vitsås, peppar, pepparrotssås eller smält smör.

### Sverige
Lutfisk äts ofta kring jul, men Lutfiskens dag infaller fredagen före Alla helgons dag. Av gammal tradition påbörjar man lutningen på Anna-dagen den 9 december för att fisken skall hinna bli klar till jul. Förr var lutfisk speciell högtidsmat, och serverades gärna till påsk, midsommar och vid begravningar.
I Sverige brukar tillbehören vara kokt potatis och béchamelsås, i Skåne senapssås. I vissa delar av landet äter man lutfisk med kokta gröna ärter, på andra håll söt senap, salt, kryddpeppar, vitpeppar och svartpeppar. I Jämtland kan lutfisken avnjutas på tunnbröd med messmör. Överbliven fisk och sås kan följande dag stuvas tillsammans och serveras med stekt potatis som tillbehör.
För att dränera lutfisken så mycket som möjligt, sedan den tagits upp från kokvattnet, lägger man den i en skål, som klätts invändigt med en till flera lager hopvikt bomullsduk.
Fiskspad brukar kunna användas till att späda sås, men kokvattnet efter lutfisk kastas däremot bort.

### Norge
I Norge är de klassiska tillbehören riven pepparrot, skirat smör, kallt smör eller flott, stekta bacontärningar, puré på gula eller gröna ärtor, kokt mandelpotatis och getmesost, som är riven eller hyvlad.